# Cmentarz Komunalny w Szydłowcu
Cmentarz Komunalny w Szydłowcu, pot. c. katolicki a. c. chrześcijański (do 2009 c. parafialny) – nekropolia komunalna, założona została na początku XIX w., na południe od Szydłowca. Cmentarz położony jest między ulicami Kamienną, Brzozową i Hubala. Najstarsze nagrobki pochodzą sprzed 1811. Na jego terenie znajdują się dwa zabytkowe cmentarze żołnierzy:
- Pomnik „Nieznanego Żołnierza Polskiego” poległego w czasie I wojny światowej i wojny polsko-bolszewickiej oraz Cmentarz Wojenny Armii Austro-Węgierskiej, Niemieckiej i Rosyjskiej poległych w latach 1914–1918;
- Cmentarz Wojenny Żołnierzy Wojska Polskiego poległych za ojczyznę 8 września 1939 w Baraku i żołnierzy Armii Krajowej poległych w latach okupacji niemieckiej.

W rozwoju historycznym ukształtowały się trzy główne części cmentarza: stary na północy (XIX w. i pocz. XX w., kw. I-II, IV, VI), środkowy (do poł. XX w., kw. III, V, VIII i X) i nowy na południu (2. poł. XX w. i pocz. XX w., kw. VII, IX oraz XI-XIV).
Większość pochówków utrzymanych jest w nurcie wyznania rzymskokatolickiego, ale także prawosławnego oraz kościołów ewangelickich. Brak informacji o pochówkach bezwyznaniowych. 
Znajdują się tu liczne zabytkowe nagrobki w kształcie: aniołków, Chrystusa dźwigającego krzyż, klasycystycznych kolumn, drzew, płyt nagrobnych z wykutą czaszką i piszczelami, krzyżem i palemką. Do cmentarza prowadzą trzy bramy od ul. Kamiennej, oraz jedna furta od ul. Brzozowej. Przed wejściem na nowy cmentarz ustawiona jest barokowa figura św. Jana Nepomucena prawdopodobnie pochodząca z okolic zamku, restaurowana w 1900. W czasie wojen światowych na teren cmentarza padło kilka bomb, przez co najstarsza część cmentarza ułożona jest nieregularnie.
W 2009 Rada Miejska w Szydłowcu uchwałą nr 208/XLIII/09 na południe od cmentarza parafialnego założono cmentarz komunalny.

## Pochowani
- Antecki, Czesław (kw. I),
- Cendrowski, Antoni – działacz niepodległościowy
- Dworak, Stanisław (kw. IX),
- Malecki, Władysław (?),
- Stachowska, Zofia (kw. VII) – pedagog muzyczny,
- Stobbe, Jan Mieczysław (kw. X),
- Zimniak, Stefan (kw. VI),
- Zimnicki, Adam (kw. XIII),